# Органа
Органа или Орхан (Orchan, Bu-Yurgan, Ар-Буга, 575/576—630) — вождь племён оногуров (гуннов), князь (хан) булгарских племён, основатель Великой Булгарии в первой половине VII века.

## Биография

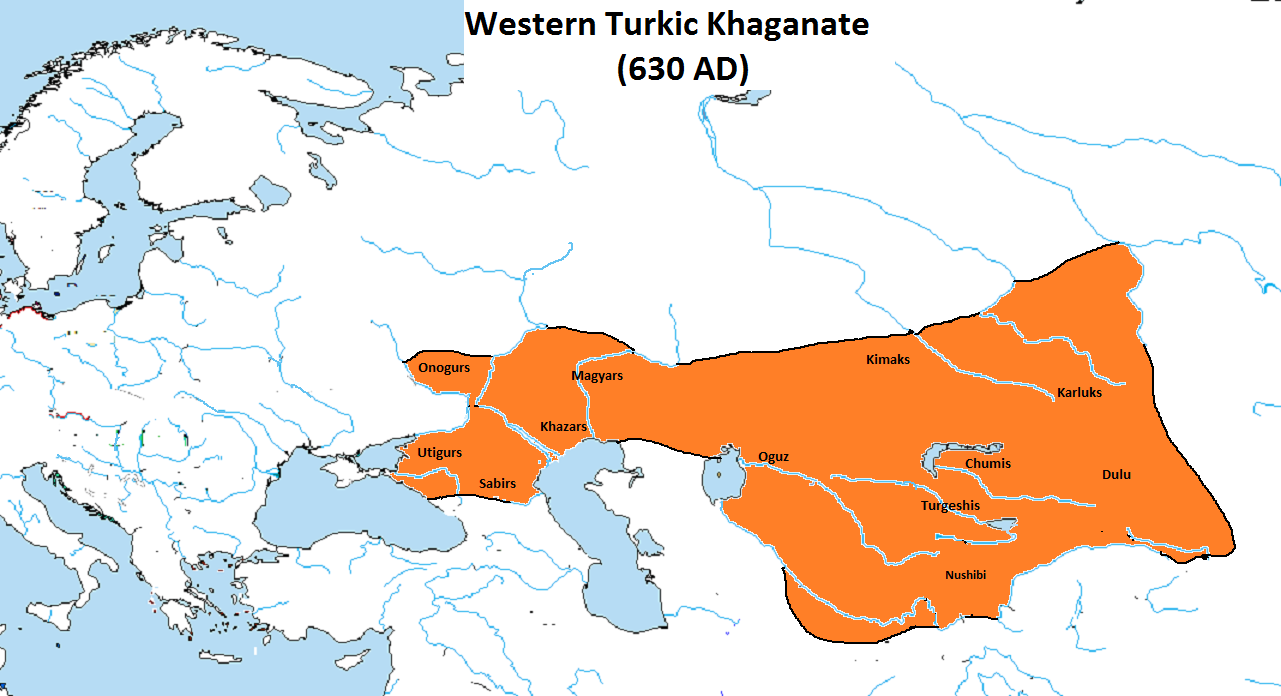
Гражданская война в Западно-Тюркском Каганате

После смерти Худбарда армию гуннов возглавил Органа Археонакт, который был регентом, пока не вырос Кубрат, находившийся в то время в Константинополе, в качестве заложинка и затем, пришёл к власти.
Информация об Органе очень ограничена. Известно, что он был дядей Кубрата и происходил из рода Дуло. Согласно Иоанну Никиусскому он был вождём гуннских болгар с 617 до 630 года. Сопровождал молодого Кубрата в поездках в Константинополь около 621 года.
Органа объединил племена кубанских булгар, опираясь на наличие племенных отношений (оногуны — в переводе «десять союзных племен»). Несмотря на то, что его племена были в составе Тюркского каганата, установил контакты с Византией. Империя в то время искала союзников против серьёзной угрозы со стороны аваров, также поддерживаемых западными племенами булгар — кутригурами. Скорее всего, именно он был правителем Булгарского государства, описанным в византийских источниках, который в 619 году пришёл в Константинополь со своей семьёй и многочисленной свитой, и был официально принят императором Ираклием, был крещён и назван патрицием Рима и вернулся на родину как союзник Византии против аваров. Возможно, тогда Кубрат был почётным заложником в Константинополе. После смерти своего дяди Кубрат захватил власть в стране.